# Rivière du Milieu (rivière Normandin)
Pour les articles homonymes, voir Milieu et Rivière du Milieu.
La Rivière du Milieu est un affluent du lac Poutrincourt, coulant dans le territoire non organisé du Lac-Ashuapmushuan, dans la municipalité régionale de comté (MRC) de Le Domaine-du-Roy, dans la région administrative du Saguenay–Lac-Saint-Jean, au Québec, au Canada.
La rivière du Milieu coule successivement dans les cantons de Buade et de Poutrincourt. La foresterie constitue la principale activité économique de cette vallée ; les activités récréotouristiques, en second.
La route forestière R0212 (sens Est-Ouest) coupe le milieu du cours de la rivière. Tandis que la route forestière R0223 dessert la Vallée de la rivière Marquette Ouest, du côté Ouest du lac Poutrincourt. Cette dernière route se connecte vers le Nord-Est à la route 167 reliant Chibougamau et Saint-Félicien (Québec). Le chemin de fer du Canadien National longe cette route.
La surface de la Rivière du Milieu est habituellement gelée du début novembre à la mi-mai, toutefois la circulation sécuritaire sur la glace se fait généralement de la mi-novembre à la mi-avril.

## Géographie
Les bassins versants voisins de la Rivière du Milieu sont :
- côté nord : lac Poutrincourt, lac Nicabau, rivière Normandin ;
- côté est : rivière Marquette Ouest, rivière Marquette, lac Ashuapmushuan ;
- côté sud : lac Frontenac (rivière du Milieu), rivière Normandin, réservoir Gouin ;
- côté ouest : rivière Normandin, réservoir Gouin, lac Magnan (réservoir Gouin).

La rivière du Milieu prend naissance à l'embouchure du lac Frontenac (rivière du Milieu) (longueur : 6,6 km ; largeur : 1,9 km ; altitude : 427 m) situé dans le canton de Buade. Ce lac est surtout alimenté par la rivière Maskoskanaw (venant de l’Est). L’embouchure de ce lac de tête est située à :
- 13,2 km au Sud de l’embouchure de la « rivière du Milieu » (confluence avec le lac Poutrincourt) ;
- 28,1 km au Sud de l’embouchure du lac Poutrincourt lequel est traversé vers le Nord par la rivière Normandin ;
- 42,3 km au Sud de l’embouchure du lac Nicabau dont la partie Sud est traversée par la rivière Normandin ;
- 34,3 km au Sud-Ouest de l’embouchure de la rivière Normandin (confluence avec le lac Ashuapmushuan.

À partir de l'embouchure du Lac Frontenac (rivière du Milieu), la « rivière du Milieu » coule sur 17,8 km en traversant des zones de marais, selon les segments suivants :
- 0,9 km vers le Nord, en traversant le lac Florence (longueur : 1,6 km ; altitude : 427 m), jusqu’à son embouchure ;
- 1,5 km vers le Nord-Ouest, en traversant le lac du Ressaut (altitude : 430 m) sur sa pleine longueur, jusqu’au barrage à son embouchure ;
- 8,9 km vers le Nord, jusqu’à la décharge (venant du Sud-Ouest) du lac Giffard et d’un ensemble de lacs en amont ;
- 3,0 km vers le Nord-Est en formant une boucle vers le Sud-Est, jusqu’à la limite des cantons de Poutrincourt et de Buade ;
- 3,5 km vers le Nord dans le canton de Poutrincourt, jusqu’à l’embouchure de la rivière[2].

La confluence de la « rivière du Milieu » avec le lac Poutrincourt est située à :
- 14,8 km au Sud de l’embouchure du lac Poutrincourt lequel est traversé vers le Nord par la rivière Normandin ;
- 43,6 km au Nord-Est d’une baie du Réservoir Gouin lequel constitue le plan d’eau de tête de la rivière Saint-Maurice ;
- 29,2 km au Sud-Ouest de l’embouchure du lac Nicabau dont la partie Sud est traversée par la rivière Normandin ;
- 26,2 km au Sud-Ouest de l’embouchure de la rivière Normandin (confluence avec le lac Ashuapmushuan) ;
- 137,2 km à l’Ouest de l’embouchure de la rivière Ashuapmushuan (confluence avec le lac Saint-Jean).

La rivière du Milieu se déverse au fond d’une baie sur la rive Sud de la partie Est du lac Poutrincourt (longueur : 19,7 km ; largeur maximale : 6,7 km ; altitude : 392 m). Le lac Poutrincourt est traversé sur 15,4 km vers le Nord par le courant de la « rivière du Milieu » et sur 5,8 km vers le Nord par le courant de la rivière Normandin.
En aval du lac Poutrincourt, le courant descend sur 15,6 km vers le Nord en formant un crochet de 2,0 km vers l’Est, jusqu’à la baie Sud du lac Nicabau ; puis, 5,3 km, soit 1,8 km vers le Nord, puis vers l'Est en traversant la partie Sud du lac Nicabau (altitude : 386 m). De là, le courant descend vers le Sud-Est la rivière Normandin sur 38,7 km, jusqu’à la rive Nord-Ouest du lac Ashuapmushuan. Puis, le courant emprunte le cours de la rivière Ashuapmushuan qui se déverse à Saint-Félicien (Québec) sur la rive Ouest du lac Saint-Jean.

## Toponymie
Le toponyme « Rivière du Milieu » a été officialisé le 28 mars 1972 à la Commission de toponymie du Québec.